# Poșaga
Poșaga (veraltet Poșaga din Jos oder Poceaga de Jos; deutsch Puschendorf, ungarisch Alsópodsága oder Podsága)
ist eine rumänische Gemeinde im Kreis Alba in der Region Siebenbürgen. Gemeindesitz ist Poșaga de Jos.

## Geographische Lage

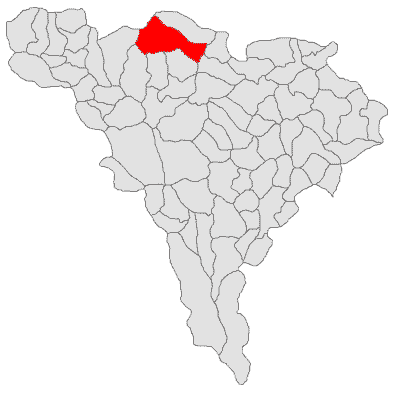
Lage der Gemeinde Poșaga im Kreis Alba

Die Gemeinde Poșaga liegt im Norden des Kreises Alba am Fluss Poșaga – einem linken Zufluss des Arieș – im Südosten des Muntele-Mare-Gebirges. Im Motzenland, zwischen den Kalksteinmassiven Bedeleu und Scărișoara-Belioara, 2 Kilometer vom Drum național 75 entfernt, befindet sich der Ort etwa 45 Kilometer östlich von Câmpeni (Topesdorf); die Kreishauptstadt Alba Iulia (Karlsburg) liegt etwa 42 Kilometer (Luftlinie) südöstlich entfernt.

## Geschichte
Der Ort Poșaga, ein ehemaliges rumänisches Hörigendorf, wurde 1365 erstmals unter der Bezeichnung Potshaga urkundlich erwähnt. Er gehörte zur Domäne Eisenburg im Komitat Torda-Aranyos.
Auf dem Gebiet des eingemeindeten Dorfes Poșaga de Sus sind nach Berichten von Gábor Téglás aus den Jahren 1886, 1901 und 1902, József Hampel (1892), Iulian Marțian (1920) und Chroniken von Karl Gooß (1876) archäologische Funde der Spätbronzezeit gemacht worden. 1843 wurde auf dem Gebiet des gleichen Dorfes einer der bedeutendsten Dakerschätze gefunden. Dieser befindet sich in Wien.
Die Hauptbeschäftigung der Bevölkerung sind die Forstwirtschaft, Holzverarbeitung, Obstbau und Viehzucht; seit 1889 ist ein Steinbruch in Betrieb.

## Bevölkerung
1850 lebten auf dem Gebiet der heutigen Gemeinde 1702 Einwohner; 1676 davon waren Rumänen und 26 Roma. 1941 wurde mit 2766 die größte Bevölkerungszahl – und gleichzeitig die der Rumänen (2765) – registriert. Die höchste Anzahl der Ungarn (28) wurde 1900, die der Deutsche (13) 1890 und die der Roma 1850 ermittelt. 2002 lebten in der Gemeinde noch 1383 Menschen (1382 Rumänen und ein Ungar).

## Sehenswürdigkeiten

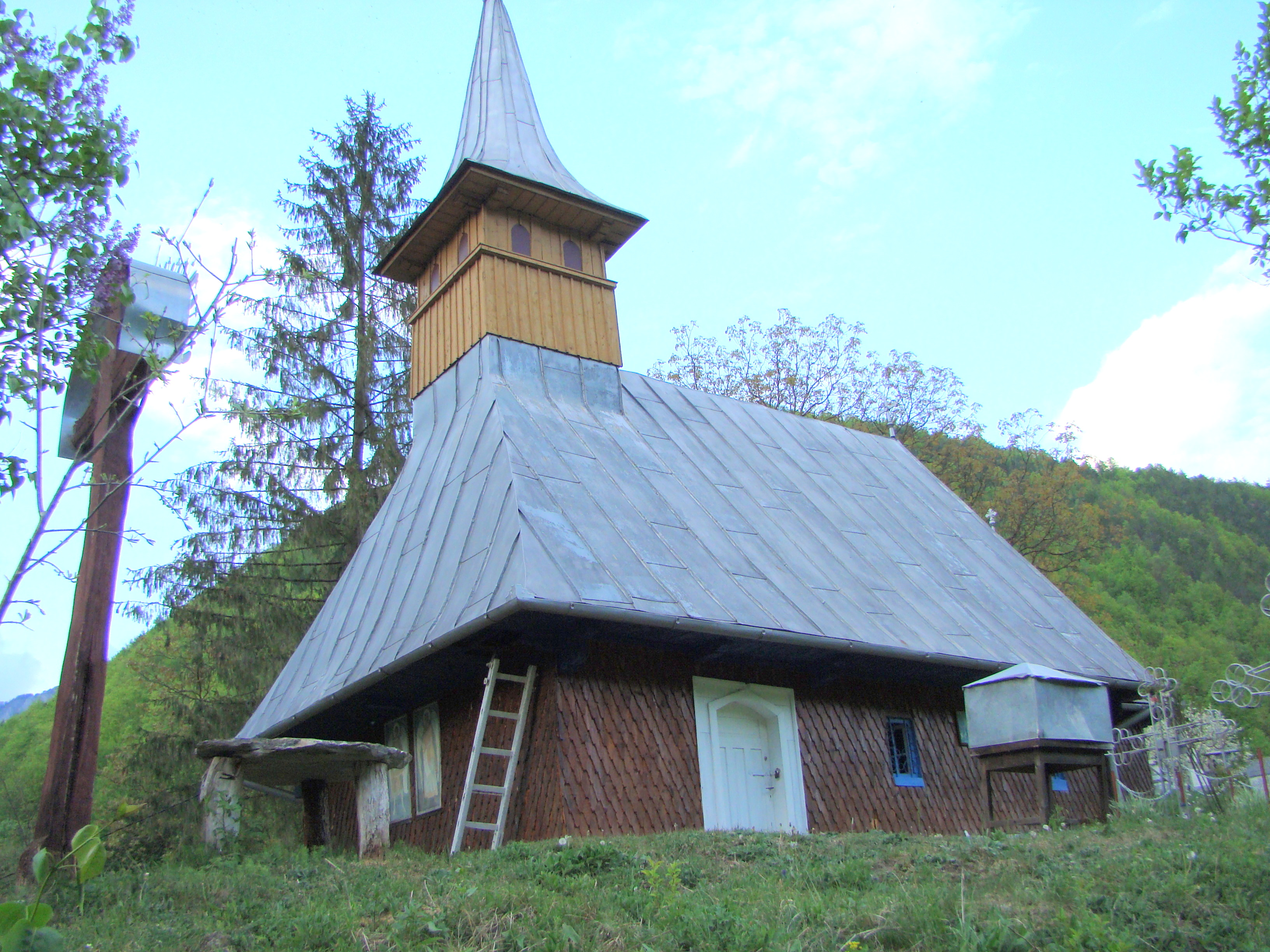
Holzkirche in Poșaga de Sus

- Die Holzkirche Sf. Arhangheli im eingemeindeten Dorf Poșaga de Sus (ehemals Belioara), 1789 errichtet, steht unter Denkmalschutz.[8]
- In der Umgebung der Gemeinde die Naturreservate Cheile Poșăgii und Scărița-Belioara. Die Gemeinde ist auch Ausgangspunkt zum Muntele-Mare-Gipfel (1826 m), im Muntele-Mare-Gebirge.
- Am Poșaga–Bach standen einst viele Wasser- und Walkmühlen.[5]
- Das Kloster Izvorul Poșăga[9] und die in dessen Nähe befindlichen Karstquellen Jeredeu und Bujorul, mit regelmäßigem Wasserausstoß in Abständen von 10 bis 20 Minuten im Frühling und stündlich in Dürrezeiten.[5]